# Rzyczki (przystanek kolejowy)
Rzyczki (ukr. Річки) – przystanek kolejowy w miejscowości Rzyczki, w rejonie lwowskim, w obwodzie lwowskim, na Ukrainie. Leży na linii Rawa Ruska – Czerwonogród.